# Anno 1404
Anno 1404 (i Nordamerika känt som Dawn of Discovery) är ett stadsbyggarspel med inslag av realtidsstrategi, utvecklat av Related Designs och Blue Byte Software, och publicerat av Ubisoft till Windowsenheter. Det är en del av Anno-serien, och är efterföljaren till Anno 1701 och följs av den futuristiska uppföljaren Anno 2070. Den 26 februari 2010 släpptes en expansion till spelet, Anno 1404: Venice, som bland annat lägger till multiplayerspel.

## Spelupplägg
Spelet har samma mål som de andra Anno-spelen. Spelaren ska kolonisera öar, organisera bosättning, etablera verkstäder och byggnader för att tillfredsställa invånarnas behov, hantera diplomatiska relationer med andra spelare och engagera sig i strider på både land och hav. Spelaren kan också strida mot andra spelare online eller mot datorstyrda spelare.

## Handling
Spelets kampanj handlar om att förvalta olika öar i både Occidenten och i Orienten. I de första kapitlen av kampanjen lär sig spelaren grunderna i spelet och ekonomin genom att hjälpa olika personer och huvudpersoner med olika uppgifter samt att uppfylla några av deras krav. Under de följande kapitlen måste spelaren vinna över nya allierade, övertyga missförstådda ledare och lösa svåra förhållanden genom att besegra brottslingar, så att fred kan återställas mellan västvärlden och orienten.

## Musik
Musiken i datorspelet Anno 1404 är komponerad av Tilman Sillescu (som även skrivit musiken för Anno 1701) tillsammans med Alexander Röder, Alex Pfeffer och Markus Schmidt. Musiken berör diverse klassiska musikstilar. Spelets huvudstycke heter When Cultures Meet och är en kombination av klassisk europeisk musik och musik typisk för Mellanöstern.